# Palazzo Comunale (Nizza Monferrato)
Il Palazzo Comunale di Nizza Monferrato è un edificio storico, sede municipale di Nizza Monferrato in Piemonte.

## Storia
L'edificio venne costruito nel 1353 e rimaneggiato diverse volte nei secoli successivi, servendo come sede delle amministrazioni del territorio dalla sua costruzione.

## Descrizione
L'edificio sorge sulla piazza della Piazza Martiri di Alessandria nel centro di Nizza Monferrato.
L'edificio è composto da un corpo principale più basso affiancato da una torre, nota come "el Campanon". Il copro principale, che ha due piani, presenta facciate in mattone sulle quali si aprono quattro finestre per piano, con ornamento superiore costituito da una lunetta ad arco. Al di sotto, un larghissimo porticato interno, evidenziato dalla presenza incisiva di quattro archi, sostenuti da quattro grossi pilastri. Tra le due finestre centrali del primo piano, unite da un'austera balconata in ferro battuto, è collocato lo stemma della città modellato in argilla.

## Galleria d'immagini

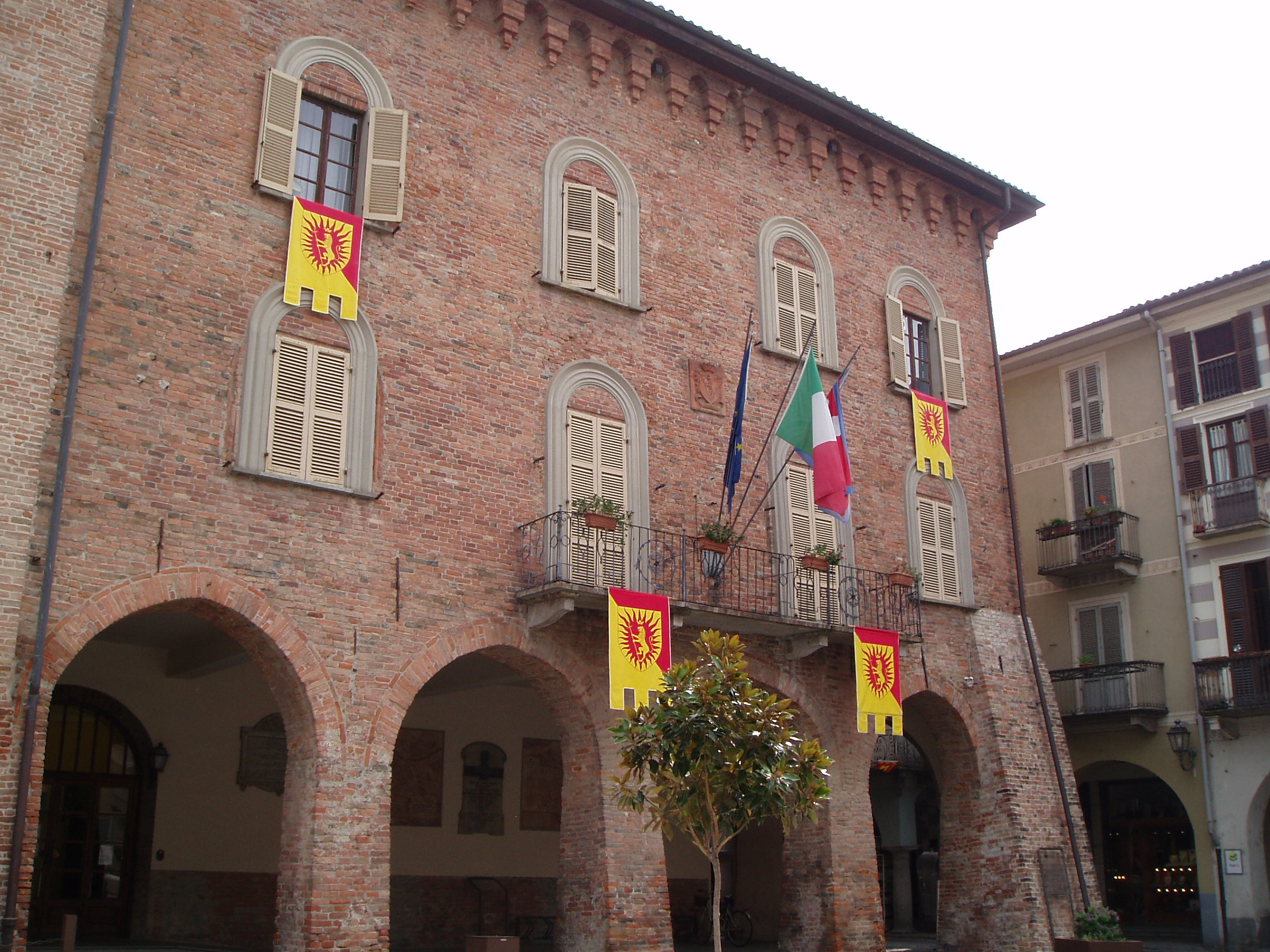
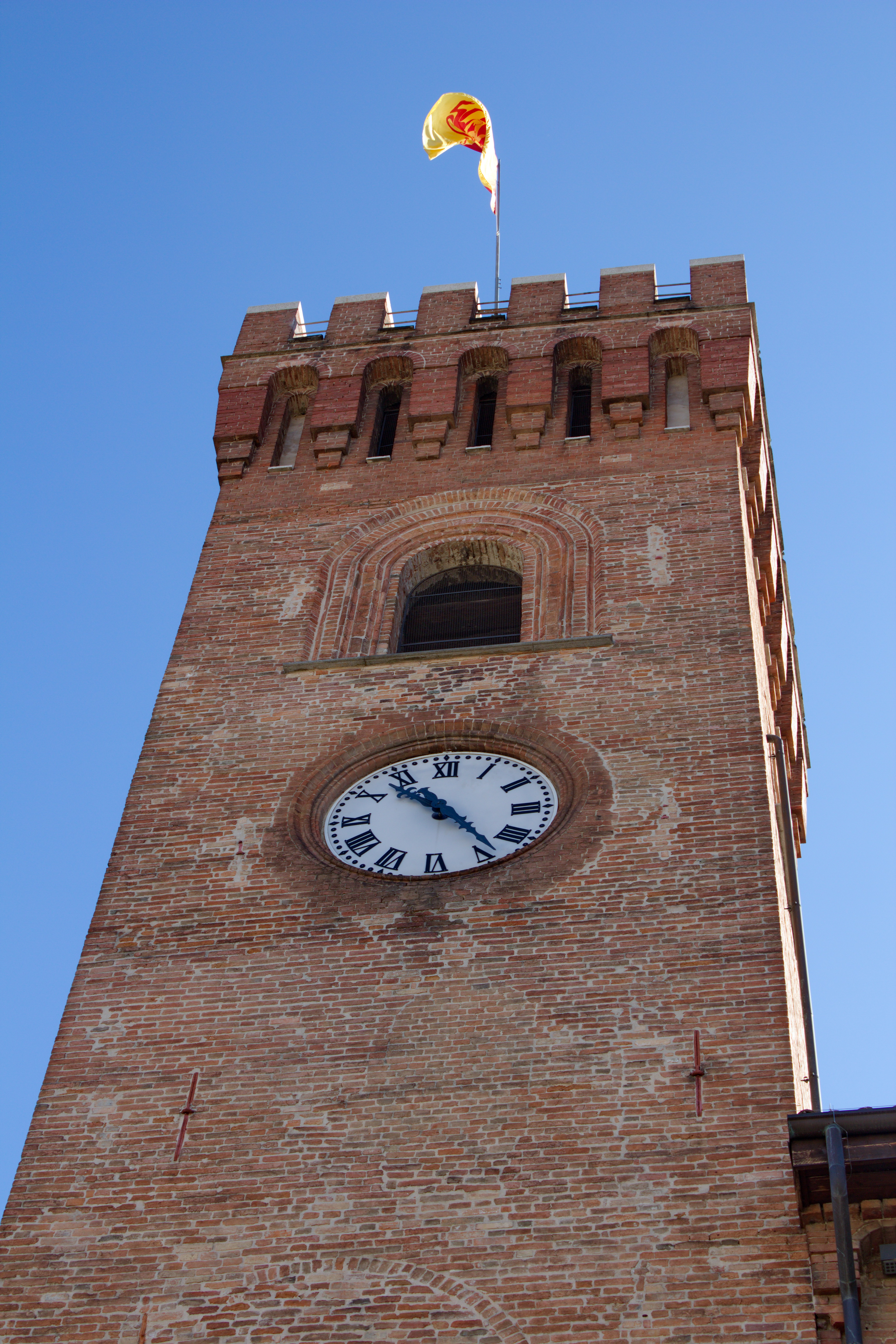
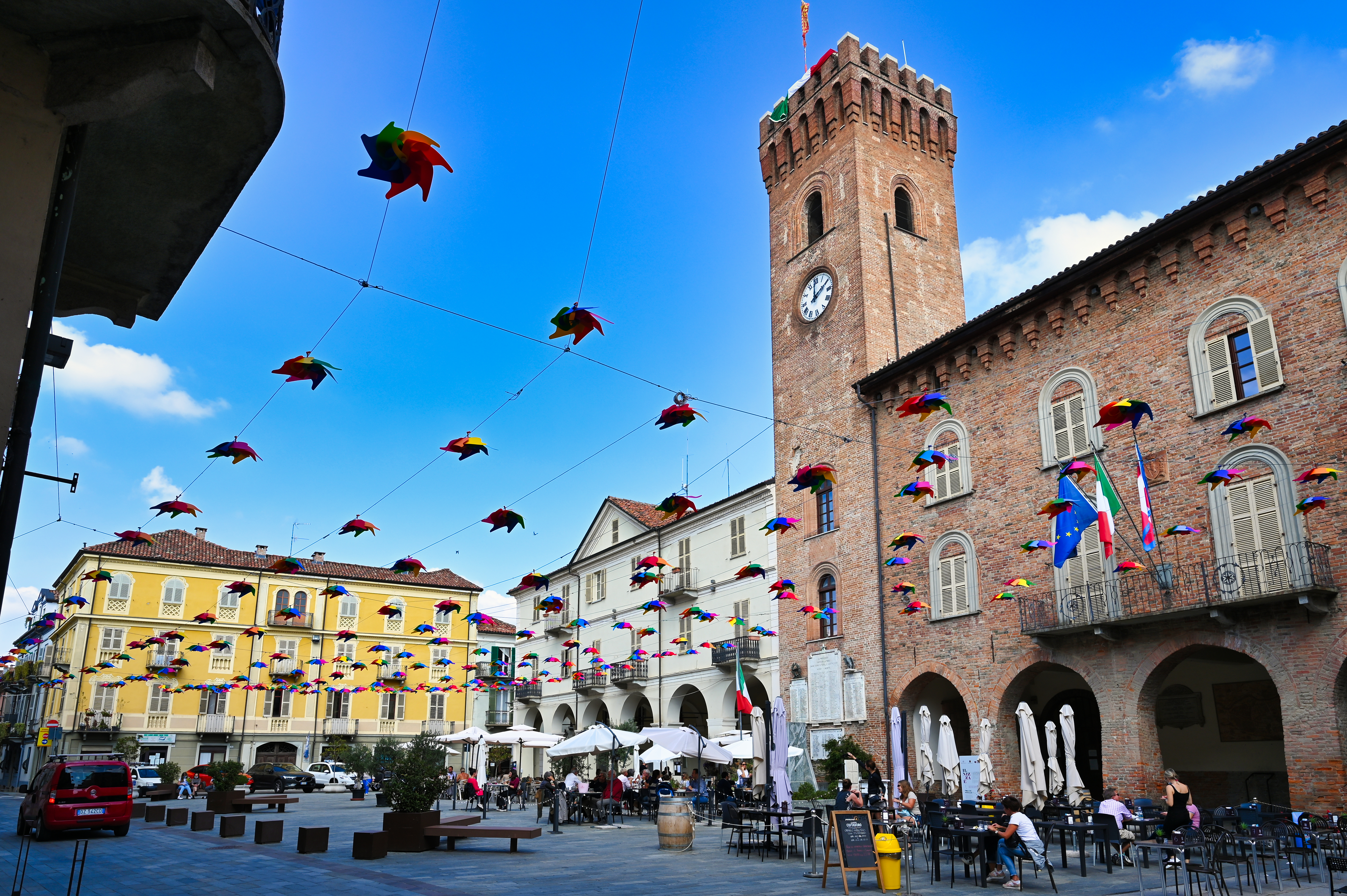